# Marc Chadourne
Marc Chadourne (Brive-la-Gaillarde, 23 maggio 1895 – Cagnes-sur-Mer, 30 gennaio 1975) è stato uno scrittore francese.
È ricordato soprattutto per i romanzi d'avventura Vasco (1927) e Cécile de la Folie (1930), grazie al quale vinse nel 1930 il prix Femina.
Nel 1950 ricevette il Gran premio di letteratura dell'Accademia francese, per l'insieme della sua opera letteraria.